# Oncophorus fugax
Oncophorus fugax là một loài Rêu trong họ Dicranaceae. Loài này được (Hedw.) Broth. mô tả khoa học đầu tiên năm 1892.